# Ljuta (Chorwacja)
Ljuta – wieś w Chorwacji, w żupanii dubrownicko-neretwiańskiej, w gminie Konavle. W 2011 roku liczyła 194 mieszkańców.